# グロス・モーン国立公園
グロス・モーン国立公園（グロスモーンこくりつこうえん、Gros Morne National Park）はカナダの大西洋側のニューファンドランド島のグレート・ノーザン半島の西部基部にある国立公園で、プレートテクトニクスなど地球科学の歴史が見られること、および風景が非常に美しいことから、ユネスコ世界遺産（自然遺産）に登録された。1,805平方kmにおよぶ広さは、アトランティック・カナダでは2番目に広い国立公園である（トーンガット山脈のトーンガット山脈国立公園の9600平方kmに次ぐ）。
国立公園の名はニューファンドランド島で二番目に高い山であるグロス・モーン山（グロー・モルヌ山、標高806m）からとった。山名はフランス語から来ており、「孤立した大きな山」、あるいは文字通り「大きく憂鬱な（山）」となる。グロス・モーンは、北米大陸の東岸に伸びるアパラチア山系の延長線上にありニューファンドランド島の西岸に横たわるロングレンジ山脈の一部をなす。

地図

## 地質

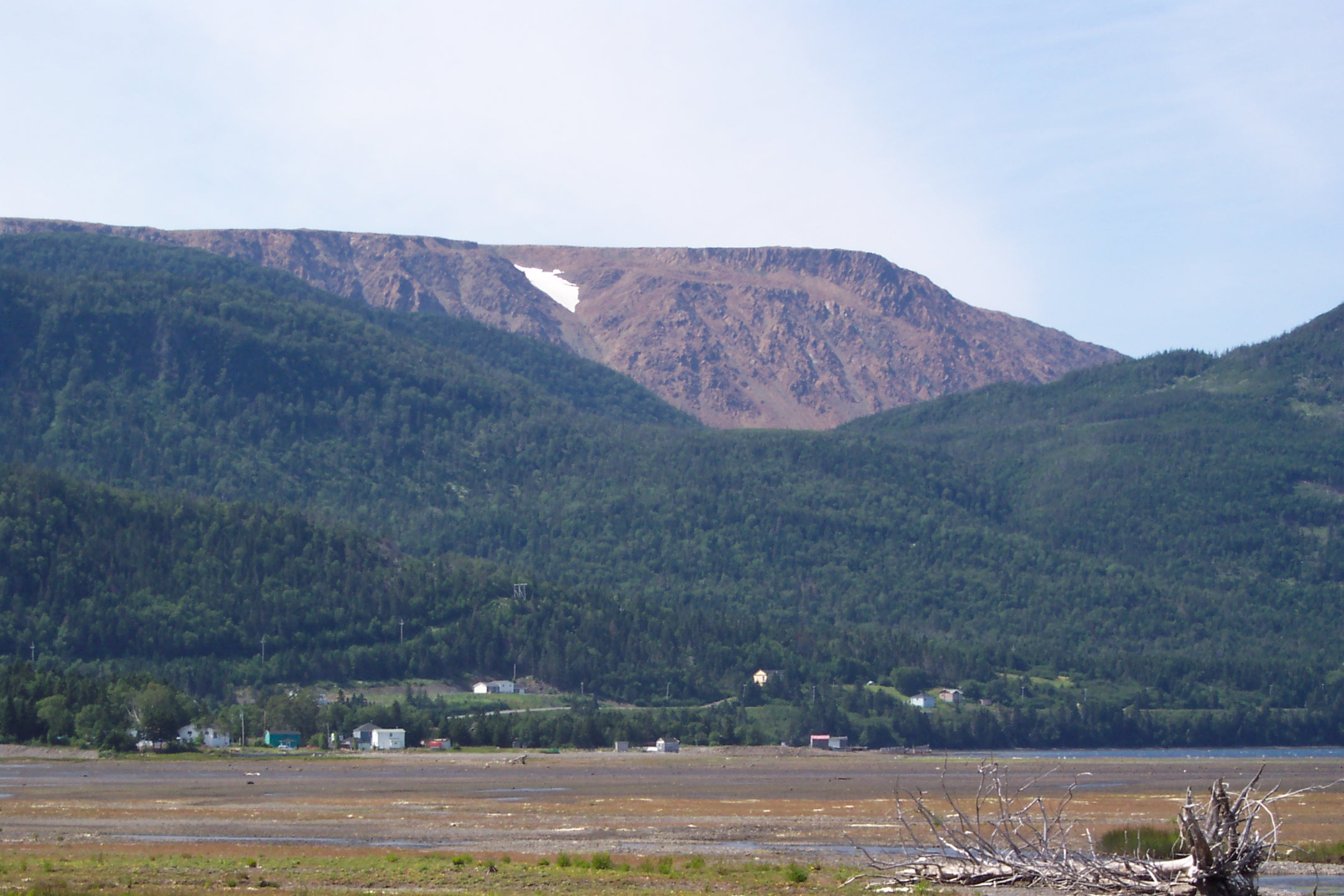
テーブルランド

この地区の岩石の構造は、北米の造山運動や大陸移動の専門家であるカナダ人地質学者ハロルド・ウィリアムズ により多くが明らかになった。ここではプレートテクトニクスにより海洋地殻が乗り上げたことにより、地表に海洋地殻のほかマントル起源の岩石がむき出しになっている。さらにオルドビス紀に海底の堆積物から形成された岩石や、先カンブリア時代の花崗岩、古生代の火成岩も見られる。
この地域にある大きな湖、ウェスタン・ブルック池（Western Brook Pond）は直近の氷期である2万5千年前から1万年前にかけて氷河の侵食で形成されたフィヨルドである。この付近を覆っていた氷床が解けた後、氷床の重みで沈んでいた陸塊が隆起し、フィヨルドから海への出口が閉ざされて淡水湖となってしまった。長さ30kmにわたる狭い湖は淡水で満たされ、世界の湖の中でもその水質は非常に純粋である。またこの湖には、北アメリカ大陸東部で最も高い滝、ピッシング・メア滝（Pissing Mare Falls）が注ぎ込んでいる。
トラウトリバー（Trout River）の町とウッディーポイント（Woody Point）の町の間に広がる台地、テーブルランドはニューファンドランド島でも珍しい不毛の砂漠のような場所だが、これは数億年前にプレート衝突によって地下から地上へ露出したマントル起源のかんらん岩がテーブルランドを構成しているためである。かんらん岩は植物類が生育するのに必要な養分を欠き、このため荒地になっている。かんらん岩はカルシウムが非常に少なくマグネシウムが非常に多く、重金属が多く含まれ植物には毒となる。かんらん岩は鉄分も多く、このため岩表層はサビ色になっているが、中身は深緑色である。

## 生態系

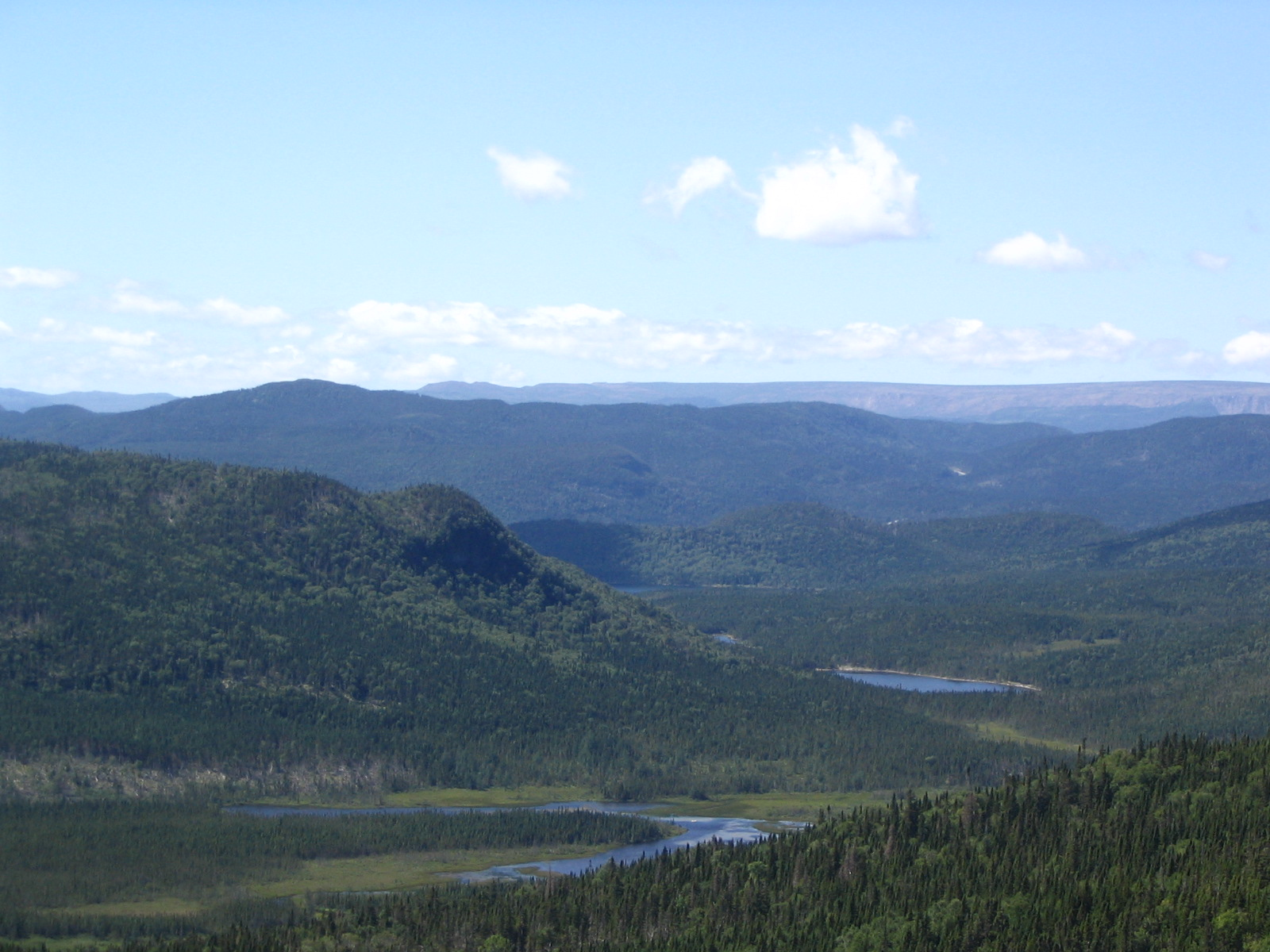
グロス・モーン国立公園付近の山並み

海岸線沿いは、強い海風や嵐のために萎縮してねじれてしまったトウヒ属やバルサムモミ（モミ属の一種）の森になっている。
生物はカナダオオヤマネコ、アメリカグマ、トナカイ、ホッキョクウサギ、テン属、アカギツネ、ハクトウワシ、ライチョウおよび外来生物で生息数が増大しているヘラジカなどがいる。沖や湾内にはシノリガモなどウミガモの仲間やミンククジラなどが住んでいる。
テーブルランドの不毛に近い場所での生態系で特筆すべきは、ピッチャープラントに代表される食虫植物が多いと言う事である。ピッチャープラントは葉がウツボカズラのように変形し、液体を溜めている。花に寄せられるなどして葉の中に落ちた昆虫は死んで植物の養分になる。

## 登録基準
この世界遺産は世界遺産登録基準のうち、以下の条件を満たし、登録された（以下の基準は世界遺産センター公表の登録基準からの翻訳、引用である）。
- (7) ひときわすぐれた自然美及び美的な重要性をもつ最高の自然現象または地域を含むもの。
- (8) 地球の歴史上の主要な段階を示す顕著な見本であるもの。これには生物の記録、地形の発達における重要な地学的進行過程、重要な地形的特性、自然地理的特性などが含まれる。